# Торговый дом Скоба
Торговый дом «Скоба» — памятник архитектуры в историческом центре Нижнего Новгорода. Построен в 1859—1861 годах по проекту архитектора Н. И. Ужумедского-Грицевича в кирпичном стиле.

## История
Между возведёнными в 1780—1784 годах Модным и Мучным корпусами Нижнепосадского гостиного двора образовалась обширная площадь, стороны которой на рубеже XVIII—XIX веков оказались застроены временными деревянными лавками.
Летом 1858 года все лавки сгорели, а 12 августа того же года губернские власти потребовали от архитектора Н. И. Ужумедского-Грицевича разработать для застройки площади проект и смету кирпичного корпуса общественных лавок, но с тем чтобы и сохранить саму площадь.
В начале 1859 года архитектор представил проект двухэтажного на сводчатых подвалах П-образного в плане корпуса, доход от сдачи в наём которого должен был поступать в городскую казну. К 1861 году земельный участок был выровнен, подсыпан грунтом и по контуру с трёх сторон выстроено кирпичное здание, в плане напоминавшее скобу. Такое название («скоба») закрепилось не только за зданием, но и за всем районом торга вообще. В советский период левое крыло здания снесли, исказив архитектурное решение.
В 1993 году здание было поставлено на государственную охрану, как памятник архитектуры регионального значения. Позже городские власти сняли здание с государственной охраны, было снесено правое крыло. В 2019 году дом надстроили ещё одним этажом.